# Alberto Montero Soler
Alberto Montero Soler (Cornellà de Llobregat, 1 de febrer de 1970) és un professor i polític espanyol, diputat per Màlaga al Congrés dels Diputats durant les XI i XII legislatures.
És doctor en Ciències Econòmiques per la Universitat de Màlaga (2003) i professor d'Economia Aplicada a la mateixa universitat des de 1997. Entre 2009 i 2014 va ocupar els càrrecs de tresorer, vicepresident i president en el  Centre d'Estudis Polítics i Socials. El 2012 va col·laborar amb la campanya d'Izquierda Unida a la presidència de la Junta d'Andalusia i posteriorment va ser director d'un projecte d'investigació per a la  Conselleria de Foment i Habitatge. Responsable de l'àrea d'Economia de Podem, el desembre de 2015 va ser elegit diputat per Màlaga al Congrés, i reelegit el 2016.